# جولي كافنر
جولي ديبورا كافنر (بالإنجليزية: Julie Kavner)‏ (من مواليد 7 سبتمبر 1950) هي ممثلة كوميدية وممثلة أصوات أمريكية.

## وصلات خارجية
- جولي كافنر على موقع IMDb (الإنجليزية)
- جولي كافنر على موقع روتن توميتوز (الإنجليزية)
- جولي كافنر على موقع ألو سيني (الفرنسية)
- جولي كافنر على موقع ميوزك برينز (الإنجليزية)
- جولي كافنر على موقع تيرنر كلاسيك موفيز (الإنجليزية)
- جولي كافنر على موقع أول موفي (الإنجليزية)
- جولي كافنر على موقع قاعدة بيانات برودواي على الإنترنت (الإنجليزية)
- جولي كافنر على موقع قاعدة بيانات الأفلام السويدية (السويدية)
- جولي كافنر على موقع إن إن دي بي (الإنجليزية)
- جولي كافنر على موقع ديسكوغز (الإنجليزية)

- جولي كافنر في قاعدة بيانات الأفلام على الإنترنت.